# Сокс ан Куе
Сокс ан Куе (фр. Ceaux-en-Couhé) насеље је и општина у западној Француској у региону Поату-Шарант, у департману Вијена која припада префектури Монморијон.
По подацима из 2011. године у општини је живело 508 становника, а густина насељености је износила 31,32 становника/km². Општина се простире на површини од 16,22 km². Налази се на средњој надморској висини од 130 метара (максималној 150 m, а минималној 102 m).

## Демографија
| 1962. | 1968. | 1975. | 1982. | 1990. | 1999. | 2011. |
| ----- | ----- | ----- | ----- | ----- | ----- | ----- |
| 425   | 567   | 492   | 460   | 461   | 493   | 508   |

График промене броја становника у току последњих година